# Taça de Portugal de Futebol Feminino 2017–18
A Taça de Portugal de Futebol Feminino de 2017–18 (também conhecida por Taça de Portugal Feminina Allianz de 2017–18 por motivos de patrocínio) foi a 15ª edição da Taça de Portugal. Foi disputada por 57 equipas do Liga Allianz e do Campeonato Nacional II Divisão Feminino.
A final foi disputada a 27 de maio de 2018, no Estádio Nacional. Numa reedição da final anterior, o Sporting CP bateu o SC Braga por 1–0, após prolongamento, conquistando a sua segunda Taça de Portugal de Futebol Feminino da sua história.
Como o Sporting CP também conquistou o Campeonato Nacional, o Sporting Clube de Braga também irá disputar a Supertaça de Portugal de Futebol Feminino de 2018.

## Formato
A Taça de Portugal de Futebol Feminino de 2017–18 segue o mesmo formato que a anterior, sendo constituída por 6 eliminatórias e uma final. As equipas secundárias não podem participar nesta competição.
No total, 45 equipas provenientes do Campeonato Nacional II Divisão Feminino disputam as duas primeiras eliminatórias, enquanto os 12 representantes do Liga Allianz entram na competição a partir da 3.ª eliminatória.
As meias-finais são disputadas a duas mãos, ao contrário das restantes eliminatórias disputadas num único jogo (com recurso a prolongamento e desempate por grandes penalidades se necessário). 
A final é disputada no Estádio Nacional do Jamor, em Oeiras.
| Eliminatória     | Equipas em Prova | Participantes Eliminatória | Vencedores Eli. Anterior | Entradas na Competição | Liga                |
| ---------------- | ---------------- | -------------------------- | ------------------------ | ---------------------- | ------------------- |
| 1ª Eliminatória  | 57               | 45                         | -                        | 45                     | II Divisão          |
| 2ª Eliminatória  | 52               | 40                         | 21 + 16* (+3 isentos)    | -                      | -                   |
| 3ª Eliminatória  | 32               | 32                         | 20                       | 12                     | Campeonato Nacional |
| Oitavos-de-Final | 16               | 16                         | 16                       | -                      | -                   |
| Quartos-de-Final | 8                | 8                          | 8                        | -                      | -                   |
| Meias-Finais     | 4                | 4                          | 4                        | -                      | -                   |
| Final            | 2                | 2                          | 2                        | -                      | -                   |

*Nota: Após a 1.ª eliminatória, 16 equipas foram repescadas para disputar a eliminatória seguinte.

## 3.ª Eliminatória
Um total de 32 equipas participaram nesta eliminatória, que incluiu os 20 vencedores da eliminatória anterior e as 12 equipas que competem na Liga Allianz de 2017–18. Os jogos foram disputados entre 7 e 28 de janeiro de 2018.
| Liga Allianz | CNPF    | Total   |
| ------------ | ------- | ------- |
| 12 / 12      | 20 / 45 | 32 / 59 |

| Data          | Visitado            | Div | Resultado    | Div | Visitante           |
| ------------- | ------------------- | --- | ------------ | --- | ------------------- |
| 7 de janeiro  | Ovarense            | II  | 4–3 ap       | II  | CAC Pontinha        |
| 28 de janeiro | AD Poiares          | II  | 1–3          | II  | AD Grijó            |
| 28 de janeiro | Atlético CP         | II  | 0–5          | I   | Boavista            |
| 28 de janeiro | Amora FC            | II  | 1–3          | I   | Cadima              |
| 28 de janeiro | Amorim              | II  | 2–3          | I   | União Ferreirense   |
| 28 de janeiro | MD Eirolense        | II  | 0–8          | II  | Viseu 2001          |
| 28 de janeiro | Escola Futebol 115  | II  | 0–12         | I   | Estoril Praia       |
| 28 de janeiro | Braga               | I   | 6–1          | I   | Clube de Albergaria |
| 28 de janeiro | Ginásio de Alcobaça | II  | 0–8          | I   | Valadares           |
| 28 de janeiro | A-dos-Francos       | I   | 0–2          | I   | Vilaverdense        |
| 28 de janeiro | Cesarense           | II  | 2–2 (3–4 gp) | II  | Castrense           |
| 28 de janeiro | Os Sandinenses      | II  | 3–0          | II  | Seia FC             |
| 28 de janeiro | Atlético Ouriense   | II  | 5–1          | I   | Quintajense         |
| 28 de janeiro | Palmelense          | II  | 0–7          | I   | CF Benfica          |
| 28 de janeiro | Sporting CP         | I   | 18–3         | II  | FC Parada           |
| 28 de janeiro | Atlético Cucujães   | II  | 0–3          | II  | Casa Povo Martim    |

## Oitavos-de-final
Um total de 16 equipas participa nesta eliminatória, todas apuradas da eliminatória anterior. Os jogos foram todos disputados a 22 de janeiro de 2017.
| Liga Allianz | CNPF   | Total   |
| ------------ | ------ | ------- |
| 9 / 12       | 7 / 45 | 16 / 59 |

| Data            | Visitado          | Div | Resultado    | Div | Visitante         |
| --------------- | ----------------- | --- | ------------ | --- | ----------------- |
| 12 de fevereiro | Ovarense          | II  | 1–5          | I   | CF Benfica        |
| 12 de fevereiro | Cadima            | I   | 0–5          | I   | Braga             |
| 12 de fevereiro | Sporting CP       | I   | 4–1          | I   | Valadares         |
| 12 de fevereiro | Os Sandinenses    | II  | 0–3          | I   | Vilaverdense      |
| 12 de fevereiro | Estoril Praia     | I   | 11–0         | II  | Viseu 2001        |
| 12 de fevereiro | Atlético Ouriense | II  | 4–0          | II  | Castrense         |
| 12 de fevereiro | Boavista          | I   | 1–1 (5–3 gp) | I   | União Ferreirense |
| 12 de fevereiro | AD Grijó          | II  | 0–1          | II  | Casa Povo Martim  |

## Quartos-de-final
Um total de 8 equipas participa nesta eliminatória, todas apuradas da eliminatória anterior. Os jogos foram todos disputados a 22 de janeiro de 2017.
| Liga Allianz | CNPF   | Total  |
| ------------ | ------ | ------ |
| 6 / 14       | 2 / 45 | 8 / 59 |

| Data        | Visitado          | Div | Resultado | Div | Visitante        |
| ----------- | ----------------- | --- | --------- | --- | ---------------- |
| 25 de março | Estoril Praia     | I   | 4–2       | I   | Casa Povo Martim |
| 25 de março | Atlético Ouriense | II  | 4–0       | I   | Vilaverdense     |
| 25 de março | Boavista          | I   | 0–4       | II  | Braga            |
| 25 de março | Sporting CP       | I   | 2–1       | I   | CF Benfica       |

## Fase Final
|  | Meias Finais     | Meias Finais | Meias Finais | Meias Finais |   |          | Final | Final |
|  |                  |              |              |              |   |          |       |       |
|  | Casa Povo Martim | 0            | 0            | 0            |   |          |       |       |
|  | SC Braga         | 8            | 9            | 17           |   |          |       |       |
|  | SC Braga         | 8            | 9            | 17           |   | SC Braga | 1     |       |
|  |                  |              |              |              |   | SC Braga | 1     |       |
|  |                  | Sporting CP  | 2            |              |   |          |       |       |
|  | Sporting CP      | Sporting CP  | 2            | 2            | 2 | 4        |       |       |
|  | Sporting CP      |              |              | 2            | 2 | 4        |       |       |
|  | Estoril Praia    | 0            | 0            | 0            |   |          |       |       |

## Meias finais
Participam nesta eliminatória as quatro equipas apuradas da eliminatória anterior. Os jogos foram disputados a duas mãos, sendo a 1ª mão disputada a 15 de abril e a 2ª mão a 13 de maio de 2017.
| Liga Allianz | CNPF   | Total  |
| ------------ | ------ | ------ |
| 3 / 14       | 1 / 45 | 4 / 59 |

### 1.ª mão
| Data        | Visitado          | Div | Resultado | Div | Visitante     |
| ----------- | ----------------- | --- | --------- | --- | ------------- |
| 15 de abril | Atlético Ouriense | II  | 0–4       | I   | SC Braga      |
| 15 de abril | Sporting CP       | I   | 1–0       | I   | Estoril Praia |

### 2.ª mão
| Data       | Visitado      | Div | Resultado | Div | Visitante         |
| ---------- | ------------- | --- | --------- | --- | ----------------- |
| 13 de maio | SC Braga      | I   | 6–0       | II  | Atlético Ouriense |
| 13 de maio | Estoril Praia | I   | 1–6       | I   | Sporting CP       |

## Final
A final contou com a presença de 11.714 adeptos no estádio. Contou ainda com vídeo árbitro e foi transmitida na RTP, onde alcançou mais de meio milhão de espetadores no seu pico, estabelecendo um novo recorde para o jogo de futebol feminino mais visto de sempre em Portugal.
| 27 de maio de 2018 | Sporting Clube de Portugal | 1 – 0 (a.p.) | Sporting Clube de Braga | Estádio de Honra, Oeiras                 |
| 17:15              | Diana Silva 105'           | Relatório    |                         | Público: 11 714 Árbitro: Sílvia Domingos |

| Sporting CP | SC Braga |

| SPORTING CP:   |    |                   |  |      |
|                |    |                   |  |      |
| GR             | 21 | Patrícia Morais   |  |      |
|                | 25 | Matilde Fidalgo   |  |      |
|                | 4  | Mariana Azevedo   |  |      |
|                | 15 | Carole Costa      |  |      |
|                | 5  | Joana Marchão     |  |      |
|                | 2  | Carlyn Baldwin    |  |      |
|                | 11 | Tatiana Pinto     |  | 66'  |
|                | 13 | Fátima Pinto      |  | 115' |
|                | 16 | Sharon Wojcik     |  |      |
|                | 9  | Ana Borges        |  |      |
|                | 19 | Diana Silva       |  |      |
| Substituições: |    |                   |  |      |
| GR             | 1  | Inês Pereira      |  |      |
|                | 3  | Rita Fontemanha   |  |      |
|                | 6  | Bruna Costa       |  |      |
|                | 24 | Patrícia Gouveia  |  |      |
|                | 23 | Nadine Cordeiro   |  | 115' |
|                | 7  | Ana Capeta        |  | 66'  |
|                | 20 | Solange Carvalhas |  |      |
| Treinador:     |    |                   |  |      |
| Nuno Cristóvão |    |                   |  |      |

| SC BRAGA:      |    |                   |     |      |
|                |    |                   |     |      |
| GR             | 12 | Rute Costa        |     |      |
|                | 4  | Sílvia Rebelo     |     |      |
|                | 17 | Diana Gomes       |     |      |
|                | 19 | Jana              |     |      |
|                | 14 | Dolores Silva     |     |      |
|                | 18 | Regina Pereira    | 65' | 100' |
|                | 7  | Vanessa Marques   |     |      |
|                | 21 | Pauleta           |     | 60'  |
|                | 28 | Laura Luís        |     |      |
|                | 8  | Edite Fernandes   |     | 85'  |
|                | 9  | Andreia Norton    |     |      |
| Substituições: |    |                   |     |      |
| GR             | 1  | Ana Rita Oliveira |     |      |
|                | 2  | Ágata Pimenta     |     | 85'  |
|                | 3  | Inês Queiroga     |     |      |
|                | 76 | Bruna Rosa        |     |      |
|                | 11 | Olga Freitas      |     | 100' |
|                | 13 | Francisca Cardoso |     | 60'  |
|                | 26 | Babi              |     |      |
| Treinador:     |    |                   |     |      |
| Miguel Santos  |    |                   |     |      |

|  | Regulamento - 90 minutos de tempo regulamentar. - 30 minutos de Prolongamento caso haja empate no tempo regulamentar. - Persistindo o empate, o vencedor será decidido em disputa de grandes penalidades. - Sete jogadores substitutos, mas apenas 3 podem ser usados. |

## Vencedor
| Taça de Portugal de Futebol Feminino |
| ------------------------------------ |
| Sporting CP 2.º Título               |